# Paleohispániai nyelvek

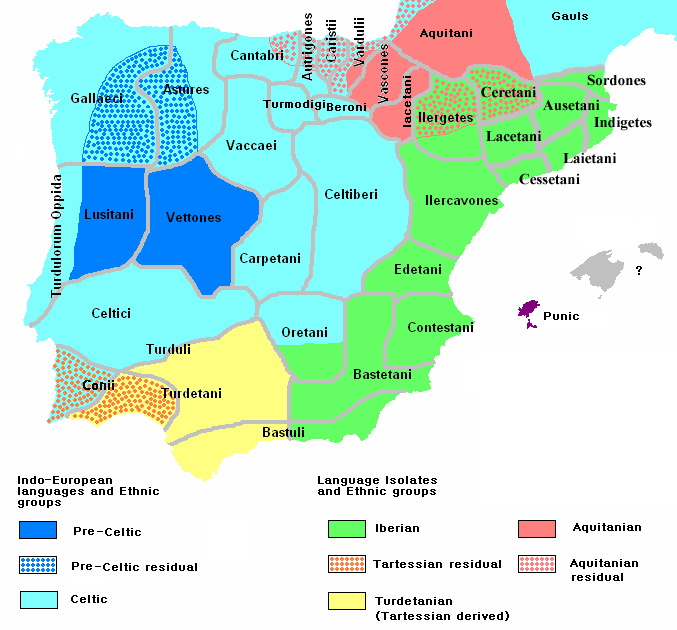
Az Ibériai-félsziget preromán nyelvei i. e. 200 körül

A paleohispániai, paleohispán vagy prehispán nyelvek (a görög παλαιός [palaiósz], ’régi’, és a latin Hispania, római tartomány nevének összetételéből; spanyolul lenguas paleohispánicas) azok az ókori – kevésbé vagy egyáltalán nem ismert – nyelvek, amelyeket a Pireneusi-félsziget területén a rómaiak hódítása előtti időkben beszéltek. Egyezményes elnevezés, amely őshonos nyelveket feltételez, bár megjegyzendő, hogy közülük az indoeurópainak bizonyult nyelvek a szó szoros értelmében nyilvánvalóan nem lehettek őshonosak e területen. Természetesen nem számítjuk ide a jól ismert föníciai és görög nyelveket sem, amelyeket szintén használtak elszórtan a déli területeken, de eredetük köztudottan a félszigeten kívüli.

## Történeti áttekintés
A prehispán nyelvekről nem sok információ maradt fent. Létezésük ténye viszonylag kevés számú feliratból és helységnévből ismert, a többségük római források közvetítésével maradt ránk, akik Kr. e. 218. augusztusban érkeztek először a félszigetre. A már említett föníciain és görögön kívül összesen négy nyelvet dokumentáltak, bár ez természetesen nem jelenti azt, hogy minden kétséget kizáróan csak ezt a négy nyelvet beszélték a római kor előtti Hispániában. További problémát okoz, hogy még a dokumentált nyelvekről sem áll rendelkezésre elegendő adat annak pontos megállapítására, hogy e nyelveket valójában mekkora területen beszélték és milyen rokonsági viszonyban álltak egymással, illetve más nyelvekkel.
A ma is élő baszk nyelv például kétségtelenül paleohispán eredetű, de mivel írásbeliséggel csak a középkor óta rendelkezik – hiszen az első, egy-két kifejezésből álló írásos szórványemléke is csak a 10. századi Glosas Emilianensesből való (ugyanabból a kódexből, amely egyúttal a kialakuló spanyol nyelvjárások első írott emlékeit is tartalmazta) –, mindmáig nem tudjuk, hogy egykor mekkora lehetett a nyelvterületének maximális kiterjedése, így feltételezések széles skálája – az egészen abszurd elméletektől („egész Európa nyelve volt”) az elfogadottabbakig – létezik.
Egy dolog azonban vitathatatlan: a félsziget nyelvészeti szempontból indoeurópai, valamint nem indoeurópai részre osztható; az előbbi nyelveket főként a nyugati, északnyugati és középső, az utóbbiakat a keleti és déli részeken (a Földközi-tenger partvidékén, beleértve a Baleár-szigeteket), illetve északon a Pireneusok és az Ebro völgye környékén beszélhették. Feltételezhető továbbá, hogy az indoeurópai népek (kelták) érkezése előtt az egész félszigeten – a baszkhoz hasonló, talán vele rokon – nem indoeurópai nyelveket beszéltek.

## A dokumentált nyelvek

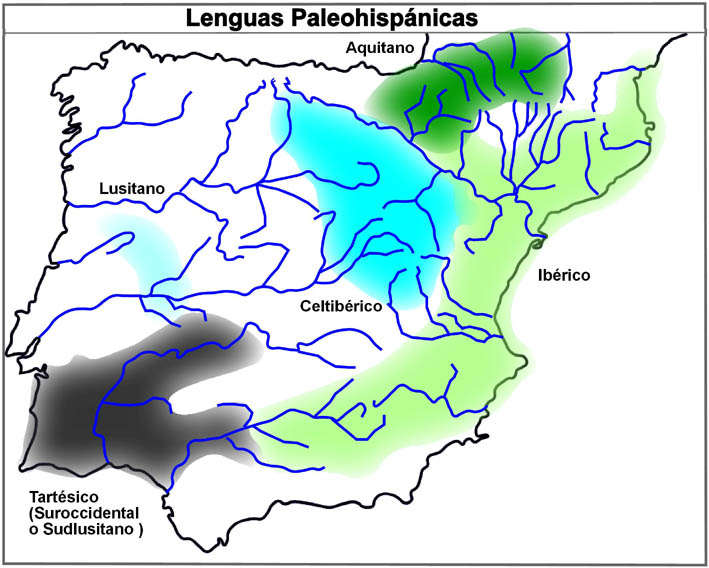
A dokumentált paleohispániai nyelveknek a talált feliratok és helynevek alapján rekonstruált elterjedési területei

A feliratok alapján eddig négy paleohispán nyelvet azonosítottak, ezek – a baszkot nem számítva – a következők:
- ibér,
- keltibér,
- luzitán, valamint
- tartesszoszi (turdetán).

Az egyes nyelvek részletes ismertetése a külön szócikkeikben található; az alábbiakban rövid összefoglalás olvasható a velük kapcsolatos jelenlegi ismereteinkről.

### Ibér
A paleohispán nyelvek között a legjobban dokumentált ibér ismeretlen eredetű agglutináló nyelv – vagy nyelv(járás)csoport – volt, amely számos hasonló vonást mutatott a baszkkal; e két nyelv egymáshoz való viszonya azonban máig nyitott kérdés. A feliratokból ismert ibér szavak jelentése megfejtetlen. A nyelvterület azonban nem csak az Ibériai-félszigetet foglalta magába, hanem valószínűleg Franciaország déli részén, valamint a mediterrán szigeteken is beszélték.

### Keltibér és luzitán
A keltibér és a luzitán indoeurópai nyelvek voltak. Az előbbi egyértelműen archaikus ókelta nyelv, az utóbbi besorolása viszont a nyelvcsaládon belül bizonytalan, bár voltak, akik szintén ősi kelta vagy ahhoz közel álló nyelvnek tartották (alapvetően az különbözteti meg a kelta nyelvektől, hogy megőrizte az alapnyelvi p- hangot).

### Tartesszoszi (turdetán)
A tartesszoszi konvencionális elnevezés, Hérodotoszra vezethető vissza, aki erős és gazdag „Tartesszosz királyság”-ról számol be a Kr. e. 6. századi Guadalquivir torkolatában, azonban e nyelvemlékeknek a valódi királysággal való összefüggése nem bizonyított. Sztrabón, a görög földrajztudós szerint a „turdetánok” (a rómaiak a területet Turdetániának nevezték, bár valószínű, hogy mindkét név ugyanabból a szóból származik) nyelve a félsziget összes többi népének nyelvétől különbözött, és „ők voltak a legműveltebb ibérek”. A feliratokat máig nem sikerült megfejteni, így valójában e nyelvről (vagy nyelvekről) semmi biztosat nem tudni; talán az ibérrel állhatott rokonságban.

## Egyéb nyelvek
Mint az előzőekből kiderül, lehetetlen teljesen pontosan és minden kétséget kizáróan feltérképezni az Ibériai-félsziget római kor előtti nyelvi helyzetét, ebből következően természetesen nem zárható ki, hogy a viszonylag jól dokumentáltakon túl egyéb nyelvek, nyelvjárások is léteztek – sőt, egészen biztos, hogy így volt, hiszen ebbe a körbe tartozik a már többször említett baszk is.
Valószínűsíthető, hogy a keltibér nyelvű feliratok területein kívül más kelta dialektusokat is használtak, ez főként az északnyugati területekre nézve vehető teljesen biztosra. Ugyanakkor nehéz behatárolni, hogy ezek mennyire voltak elkülönült dialektusok, mivel a feliratokban éppúgy találhatóak archaikus nyelvi vonások, mint újítások, egyértelmű eloszlás nélkül. Összefoglalóan e nyelvváltozatokat hispániai keltának vagy hispano-keltának nevezik, és az is elképzelhető, hogy maga a keltibér nyelv is csak egy nyelvjárása volt egy, a félsziget jóval nagyobb területén beszélt hispániai kelta nyelvnek. Kantábria területéről például egyértelműen azonosítható kelta jellegű újító vonás a magánhangzók közötti zöngétlen zárhangok zöngésülésének tendenciája (vö. a kasztíliai spanyol hangtani sajátosságaival, amely Kantábria környékén keletkezett).
Különösképpen komplexnek bizonyul az északi területek, főként az Ebro folyó feletti részek nyelvi helyzete, ahol egyaránt találtak ibér, keltibér és baszk–aquitaniai jellegű – latinizált – feliratokat. Jóllehet, a kelta és indoeurópai feliratokat nem nehéz megkülönböztetni a baszk–aquitaniai jellegűektől (a történelmi tények és helynevek alapján elfogadott feltételezés, hogy az ókori Aquitániában beszélt nyelv baszk nyelvjárás lehetett, esetleg azonos az óbaszkkal), azonban nincs így az ibér jellegűekkel: találtak ugyanis néhányat (pl. OSCA < bolśkan, a mai Huesca), amely az eddigi kutatások eredményei szerint egyik dokumentált nyelv rendszerébe sem illeszkednek. Be kell érni tehát azzal, hogy az Ebrótól északra az ibér és a keltibér mellett párhuzamosan több, „baszk-szerű” nyelvet beszéltek, amelyek kizárólagos használatúak voltak a legészakibb területeken, beleértve az Aran-völgyet is.

## A baszk nyelv

A jelenlegi baszk nyelvterület a nyelvjárások jelölésével

A több dialektusra oszló baszk a paleohispániai nyelvek egyetlen túlélője. Bár története és eredete éppúgy homályos, mint a kihalt nyelveké (mivel írásbeliséggel nem rendelkezett), fennmaradása arról tanúskodik, hogy az Ibériai-félsziget romanizációja soha nem volt teljes. A nyelvet a jelenleginél feltehetően jóval nagyobb területen beszélték (az is lehetséges, hogy a Pireneusok térsége csupán az utolsó menedékhelye volt e népnek), ugyanakkor nem tisztázott, hogy milyen kapcsolatban állt a többi nem indoeurópai prehispán nyelvvel. Elfogadott feltételezés viszont, hogy az ókori Aquitania nyelve a baszkkal alkothatott nyelvi egységet, de nem tudni, hogy esetlegesen annak régebbi formája (óbaszk), vagy csak rokon nyelv(járás) volt-e. Mivel a kasztíliai spanyol dialektus is baszk területek szomszédságában – valószínűleg tartós kétnyelvűség fennállásával – keletkezett, számos kutató hozza összefüggésbe baszk adsztrátumhatással a spanyol nyelv bizonyos hangtani sajátosságait.

## A paleohispániai szubsztrátum
Szubsztrátumnak, azaz alsó nyelvi rétegnek nevezzük azokat a hatásokat, amelyeket az őslakosság eredeti nyelvei gyakorolnak az azokat kiszorító hódítók nyelvére az átvétele közben. Az Ibériai-félsziget területén ma beszélt újlatin nyelvek bizonyos sajátosságai kétségtelenül összefüggésbe hozhatóak a paleohispán szubsztrátumokkal – hiszen a rómaiak a félszigetre érkezésüktől kezdve folyamatosan kapcsolatban álltak az őslakossággal, akik a latint fokozatosan, valószínűleg több évszázados kétnyelvűségen át tanulták meg tőlük –, azonban e hatásokat nem könnyű igazolni, mivel csekély ismeretanyag áll rendelkezésre e nyelvekről és tényleges elterjedési területükről. Az eddigi elméletek és feltételezések az alábbiakban foglalhatóak össze.
- Bizonyíthatóan a kelta nyelvek hatásának tulajdonítható a magánhangzók közötti zöngétlen zárhangok /p, t, k/ zöngésülése és gyengülése (leníció), illetve a zöngések elvesztése bizonyos esetekben (pl. AQUA > spanyol agua, CREDERE > creer stb.); ezt erősíti az a tény is, hogy e hangváltozások a félszigeten kívül is végbementek szinte minden olyan újlatin nyelvterületen, ahol eredetileg kelta nyelvet beszéltek. Szintén e hatásnak tulajdonítják a latin -X-, -CT- és egyéb mássalhangzócsoportok palatalizációját (pl. LAXARE > katalán és portugál deixar – magyar ’s’-sel ejtve –; DIRECTO > portugál direito, spanyol derecho; MULTO > portugál muito, spanyol mucho; stb.).
- Szintén igazolható paleohispán szubsztrátum a latin F- hang h-vá alakulása a spanyolban. Földrajzi alapon e változást a baszk vagy valamelyik hasonló nyelv hatásának vélik, ugyanis csak a kasztíliai spanyolban – a környező újlatin nyelvekben (katalán, galíciai–portugál) nem – és még jellemzőbben a Pireneusok francia oldalán beszélt gascogne-i okcitán dialektusban ment végbe, ahol egyértelműen a baszk–aquitaniai nyelveket beszélték. Ugyanakkor vannak nyelvészek, akik ezt vitatják, azzal érvelve, hogy az /f/ > /h/ hangváltozás teljesen általános más nyelvekben is az akusztikai hasonlóság miatt, illetve egyesek feltételezik, hogy ennek oka a latinban keresendő, mivel az F-et nem labiodentálisan, hanem bilabiálisan ejtették, s ennek gyengüléséből keletkezett a /h/ (amely később eltűnt, mint minden újlatin nyelvben); ez utóbbi elméletet kevesen fogadják el. Tényként kezelendő viszont, hogy a jelenlegi ismereteink és a feliratok tanúsága szerint az /f/ hang előfordulása meglehetősen ritka volt a paleohispániai nyelvekben, a nem indoeurópai nyelvekben nem is létezett.
- Hasonló a helyzet bizonyos iberoromán nyelvek (beleértve az okcitánt is) egyik jellegzetességéről, az ún. betacizmusról (a latin eredetű B és V /w/ összeolvadásáról); ugyanis, míg a legtöbb újlatin nyelvben a latin /w/ hang /v/-ként, addig az iberoromán nyelvekben – a sztenderd portugál kivételével, amely megtartotta a megkülönböztetést – a /b/ és a /w/ hang egyaránt /b/-ként folytatódott, magánhangzók között gyenge ejtéssel. Ez utóbbi a latin belső tendenciájával hozható összefüggésbe, ugyanis minden újlatin nyelvben megtörtént a szóközi /b/ réshanggá válása, viszont ennek ellenkezője, amely a félsziget újlatin nyelveit – és a szárdot – jellemzi, csak igen elszórtan és jelentéktelen mértékben fordul elő más újlatin nyelvekben. A jelenséget sok nyelvész szintén a baszk–ibér szubsztrátum hatásával magyarázza, mivel e nyelvekben nem létezett a /v/, és valószínűleg a /w/ hang sem, bár különös módon, az ibér nyelv a latin szavakban lévő /w/ hangot /b/-vel, míg ugyanezt a hangot keltibér eredetű szavakban /u/-val vette át. Szintén vannak, akik azt állítják, hogy a /v/ hang még létezett minden középkori iberoromán nyelvben, s csak később tűnt el a spanyolban, a katalánban és a galíciaiban talán éppen a spanyol hatására (amelyben viszont baszk szubsztrátum eredménye lehet). Mindez persze szintén nem bizonyítható. Még érdekesebb ugyanez a jelenség a szárd nyelvben, amelynek tekintetében megoszlanak a vélemények: egyesek a spanyol uralommal, így a spanyol nyelv befolyásával magyarázzák, míg mások szerint elképzelhető, hogy Szardínia szigetén is az ibérhez vagy a baszkhoz hasonló nyelvet beszéltek.
- A nem indoeurópai paleohispán szubsztrátummal lehet összefüggésben a magánhangzók közötti likvidák – l, n – elvesztése a galíciai–portugál nyelvekben (amely szintén végbement a baszkban (!) ), valamint a latin -ll- és -nn- palatalizációja a kasztíliaiban és a katalánban.
- A spanyol nyelv egyszerű, minden helyzetben tisztán ejtett öt magánhangzóból /a, e, i, o, u/ álló hangkészletét egyes nyelvészek szintén baszk–ibér hatásnak vélik, mivel mindkét prehispán nyelvben csak ez az öt magánhangzó létezett a hosszúságuk megkülönböztetése nélkül (nem így volt a vulgáris latinban, ahol a klasszikus latin rövid Ĕ és Ŏ nyílt /ɛ/ és /ɔ/-ként folytatódott, amelyek megkülönböztető értékűek voltak a zárt /e/ és /o/ hangokkal szemben). E szubsztrátumelmélettel szemben azonban több ellenérv is létezik: egyrészt, az ötmagánhangzós rendszer a leggyakoribb a világ nyelvei között, másrészt pedig ismert tény, hogy az említett két magánhangzó a spanyolban kettőshangzóként – ie és ue – folytatódott, s így a különbség ebben a formában maradt meg. Ezen kívül az ilyen hangváltozás szintén nem korlátozódik csak a félszigetre: ugyanígy megtalálható az olaszban, a románban, a rétoromán nyelvváltozatokban, stb.
- Az iberoromán nyelvek jellegzetes szó eleji pergetett r-jét próbálták már az ibér nyelvvel összefüggésbe hozni, amelyben az /r/ hang nem állhatott szókezdő helyzetben (vagyis elképzelhető, hogy az ibérek kissé „erőlködtek” az r-rel kezdődő latin szavak kiejtésekor). Hasonlóképpen a baszk nyelvben sem kezdődhet szó r-rel, ők viszont ezt egy magánhangzó elétoldásával oldják meg: például latin REGE > baszk errege – spanyol rey – ’király’ (és szintén ez történik a szárdban is (!): REGE > urrei). Különös azonban, hogy a baszkban az így átvett latin szavak szókezdő r-je megkettőződik, ugyanez viszont nem tudható az ibérről. Mindezt figyelembe véve, valamint azt, hogy mindkét jelenség előfordul a Pireneusi-félszigeten kívül is, elképzelhető, hogy e sajátosság már a rómaiak által a félszigetre vitt latinban is meglehetett – talán egy előbbi, mediterrán szubsztrátum következményeként –, bár ez is vitatott.
- Az előzőekben említett hangtani jellegű hatásokon kívül a paleohispániai nyelvekből származik az iberoromán nyelvekben néhány tucat ismeretlen vagy bizonytalan eredetű szó, például a spanyol gusano ’hernyó’, perro ’kutya’, vagy a félszigeten beszélt valamennyi nyelvben közös ’bal’ jelentésű szó – spanyol izquierda, portugál esquerda, katalán esquerra –, amely bizonyítottan az azonos jelentésű baszk ezkerra folytatása.

## Lásd még
- Ibér nyelv
- Keltibér nyelv
- Luzitán nyelv
- Tartesszoszi nyelv
- Preromán nyelvek

## Külső hivatkozások
- Jesús Rodríguez Ramos: Epigrafía ibérica
- Az Ibériai-félsziget nyelvei
- Az ibériai-félsziget őslakos népeinek térképe
- Linguaweb spanyol nyelvészeti fórum